# Konstnären och hans hustru Marie Suzanne Giroust målande Henrik Wilhelm Peills porträtt
Konstnären och hans hustru Marie Suzanne Giroust målande Henrik Wilhelm Peills porträtt är en oljemålning av den svenske konstnären Alexander Roslin. Den målades 1767 och ingår sedan 2013 i Nationalmuseums samlingar i Stockholm.
Roslin har avbildat sig själv tillsammans med sin hustru Marie-Suzanne Giroust. Även hon var konstnär och håller här på med att porträttera den gemensamma vännen Henrik Wilhelm Peill (1730–1797) som 1767 lämnade Paris. Den lilla gulddosan som Roslin pekar på var möjligen en avskedspresent från Peill. Miniatyrporträtten på gulddosan föreställer troligen hans blivande hustru Anna Johanna Grill d.y. och hennes mor Anna Johanna Grill d.ä.